# Lukáš Pleško
Lukáš Pleško (* 21. květen 1977, Plzeň) je český fotbalový obránce. Jeho otcem je bývalý ligový fotbalista Plzně Zdeněk Pleško.

## Fotbalová kariéra
S fotbalem začínal v ČSAD Plzeň. V roce 1993 začal hrát v 1. FC Plzeň kde strávil 3 roky. Pak přestoupil do konkurenční Viktorie kde působil do roku 2001, kdy přestoupil do FK Chmel Blšany. V roce 2005 přestoupil do 1. FK Příbram.